# Simone Westerfeld
Simone Westerfeld (* 12. Februar 1975) ist eine deutsch-schweizerische Bankmanagerin und Professorin für Banking und Finance an der Universität St. Gallen (HSG). Sie war interimistische Geschäftsführerin (CEO) und Konzernleiterin der Basler Kantonalbank. Seit Januar 2020 leitet sie den Geschäftsbereich Personal Banking bei UBS und ist Mitglied der Geschäftsleitung von UBS Schweiz.

## Herkunft und Karriere
Westerfeld stieg 1994 mit einer Lehre bei der Deutschen Bank ins Bankengeschäft ein und arbeitete dort als Kundenberaterin und Analystin. Ihr Studium absolvierte sie ab 1996 an der HSG in St. Gallen und an der School of Economics in Stockholm. Während des Studiums arbeitete Westerfeld bei der Deutschen Morgan Grenfell in New York und der Credit Suisse, bevor sie im Jahr 2000 ihren Abschluss machte. Im gleichen Jahr wechselte sie zur UBS. Gleichzeitig mit ihrem Aufstieg bei der UBS zur Direktorin doktorierte sie an der HSG.
Ab 2006 war sie Assistenzprofessorin. Ihre Habilitationsschrift schloss Westerfeld im Jahr 2010 mit 35 Jahren ab. Danach lehrte sie als Professorin an der Fachhochschule Nordwestschweiz (FHNW). Ab 2015 war sie als Chief Financial Officer, Chief Risk Officer und später CEO a. i. bei der Basler Kantonalbank tätig; in diesen Funktionen war sie Mitglied und später Vorsitzende der Geschäfts- und Konzernleitung. Seit Januar 2020 leitet sie den Geschäftsbereich Personal Banking bei UBS und ist Mitglied der Geschäftsleitung von UBS Schweiz. Zudem ist sie Titularprofessorin für Banking & Finance an der Universität St. Gallen.
Westerfeld ist Vizepräsidentin des Verwaltungsrates der UBS Card Center AG, Mitglied des Verwaltungsrates der Ausbildungszentrum Schloss Wolfsberg AG sowie Mitglied des Stiftungsrates der Pensionskasse der UBS und der UBS Stiftung für Soziales und Bildung.

## Publikationen
- Sämtliche Publikationen von Simone Westerfeld sind abrufbar auf der Forschungsplattform Alexandria der HSG.[1]